# Lionelle Howard
Lionelle Howard (1886–13 de septiembre de 1930) fue un actor teatral y cinematográfico de nacionalidad británica, activo en la época del cine mudo.

## Biografía
Su verdadero nombre era Francis Nathan Cox, y nació en Cirencester, Inglaterra. Actuó en diferentes producciones mudas de Astra Films en los años posteriores al final de la Primera Guerra Mundial.
Falleció en Uxbridge, Inglaterra, en 1930.

## Filmografía seleccionada
Se lista, a continuación, algunas de las películas en las que intervino:
- Old St. Paul's (1914)
- Barnaby Rudge (1915)
- The Man Who Stayed at Home (1915)
- The Nightbirds of London (1915)
- The Golden Pavement (1915)
- Her Boy (1915)
- The Grand Babylon Hotel (1916)
- Trelawny of the Wells (1916)
- Annie Laurie (1916)
- A Bunch of Violets (1916)
- Sowing the Wind (1916)
- Molly Bawn (1916)
- The House of Fortescue (1916)
- The White Boys (1916)
- The Failure (1917)
- The American Heiress (1917)
- Her Marriage Lines (1917)
- The Forest on the Hill (1919)
- Sheba (1919)
- Aunt Rachel (1920)
- A Bachelor Husband (1920)
- The Street of Adventure (1921)
- The Wonderful Year (1921)
- Cherry Ripe (1921)
- The Headmaster (1921)
- The Double Event (1921)
- No. 5 John Street (1921)
- Expiation (1922)
- Petticoat Loose (1922)
- Little Brother of God (1922)
- A Debt of Honour (1922)
- One Arabian Night (1923)
- The Fair Maid of Perth (1923)
- Wanted, a Boy (1924)
- The Flying Fifty-Five (1924)
- Not for Sale (1924)